# Fortalesa de Birtvisi
La fortalesa de Birtvisi (en georgià: ბირთვისის ციხე) és una fortalesa medieval en ruïnes, que va ser construïda entre roques de pedra calcària al congost del riu Algeti. Pertany al municipi de Tetritskaro, de la regió de Kvemo Kartli de Geòrgia. Es troba al costat del Parc Nacional Algeci, al sud-oest de Tbilisi.

## Descripció
El castell fortalesa ocupa una àrea d'1 quilòmetre quadrat, i està construït en una àrea rocosa inaccessible, envoltada de murs i torres fortificades, de les quals és representativa la torre Sevpovari, a la part superior de la roca més alta.
El lloc històric inclou ruïnes del castell, cases i estructures auxiliars com els banys. Hi va haver passos i un sistema de replega d'aigua de pluja amb solcs. La torre Sevpovari era un edifici de quatre pisos. L'àrea amb els seus boscos era una fortalesa natural, i on hi havia camins, es van construir murs defensius i torres.

## Història
En referències històriques, Birtvisi s'esmenta per primera vegada com a propietat de l'Emirat de Tblissi, que el 1038 va passar a les mans dels nobles georgians Liparits-Orbeliani i Ivan Abazaze.
Durant l'edat mitjana, Birtvisi fou considerada com una fortalesa inexpugnable; qui la posseís podia controlar tota la gorja d'Algeci amb la seva importància estratègica. Al 1403, l'exèrcit turcomongol de Tamerlà va danyar severament el castell durant una de les seves invasions a Geòrgia.
Després de la dissolució del Regne de Geòrgia, més tard al segle xv, Birtvisi es trobava dintre de les fronteres del Regne de Kartli i era propietat de la família noble Barataixvili. La fortalesa va funcionar com una estructura defensiva fins a finals del segle xviii.

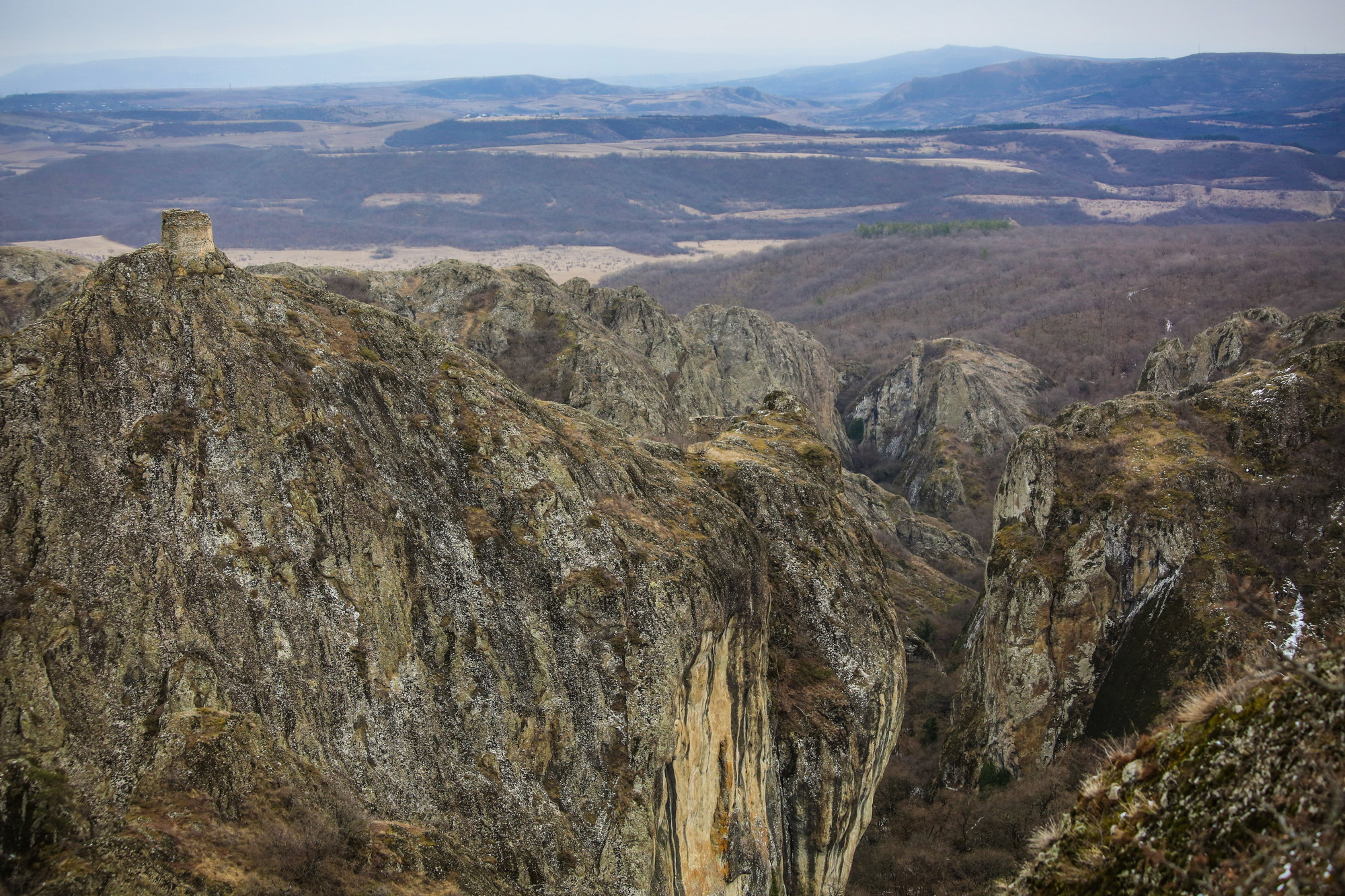
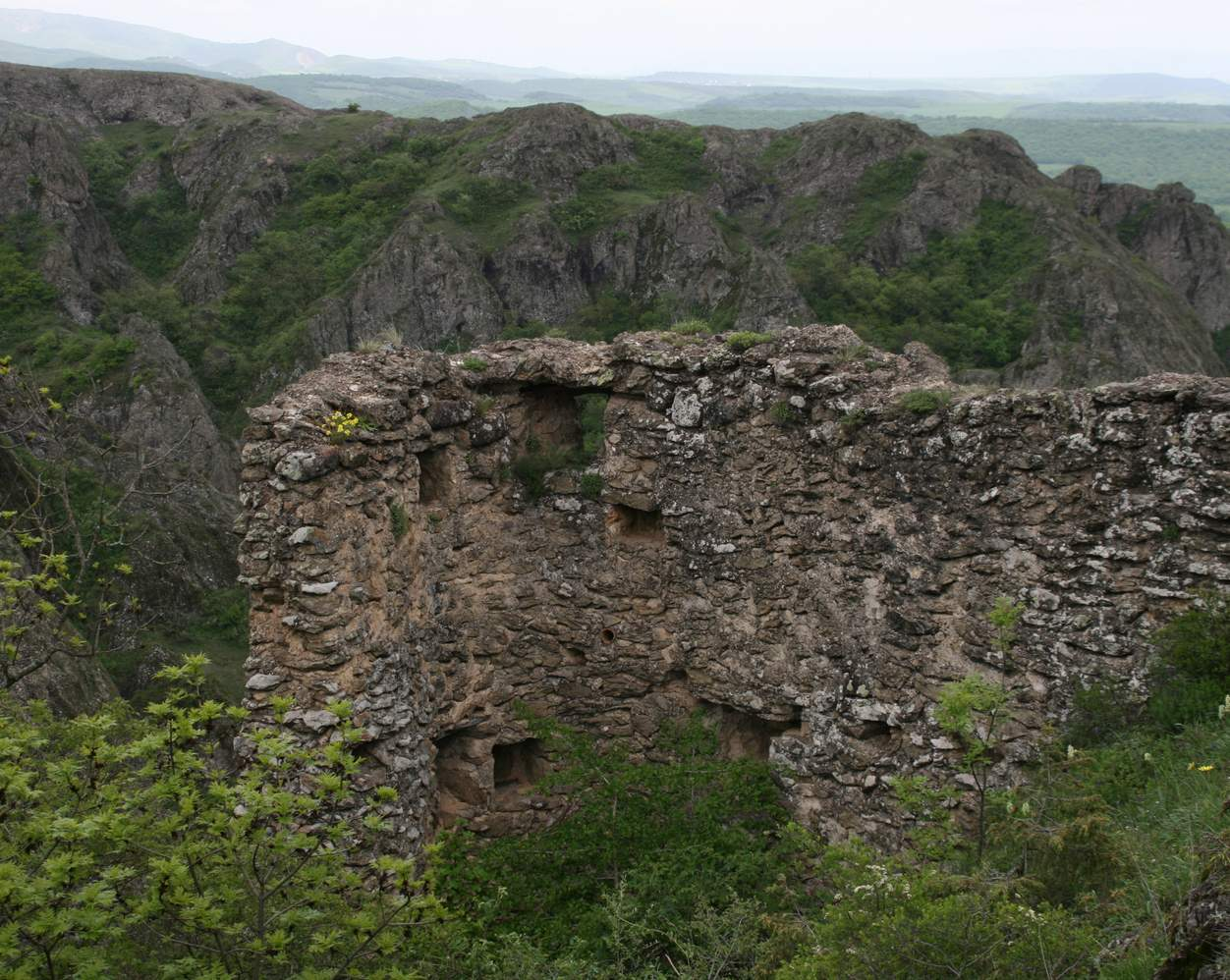
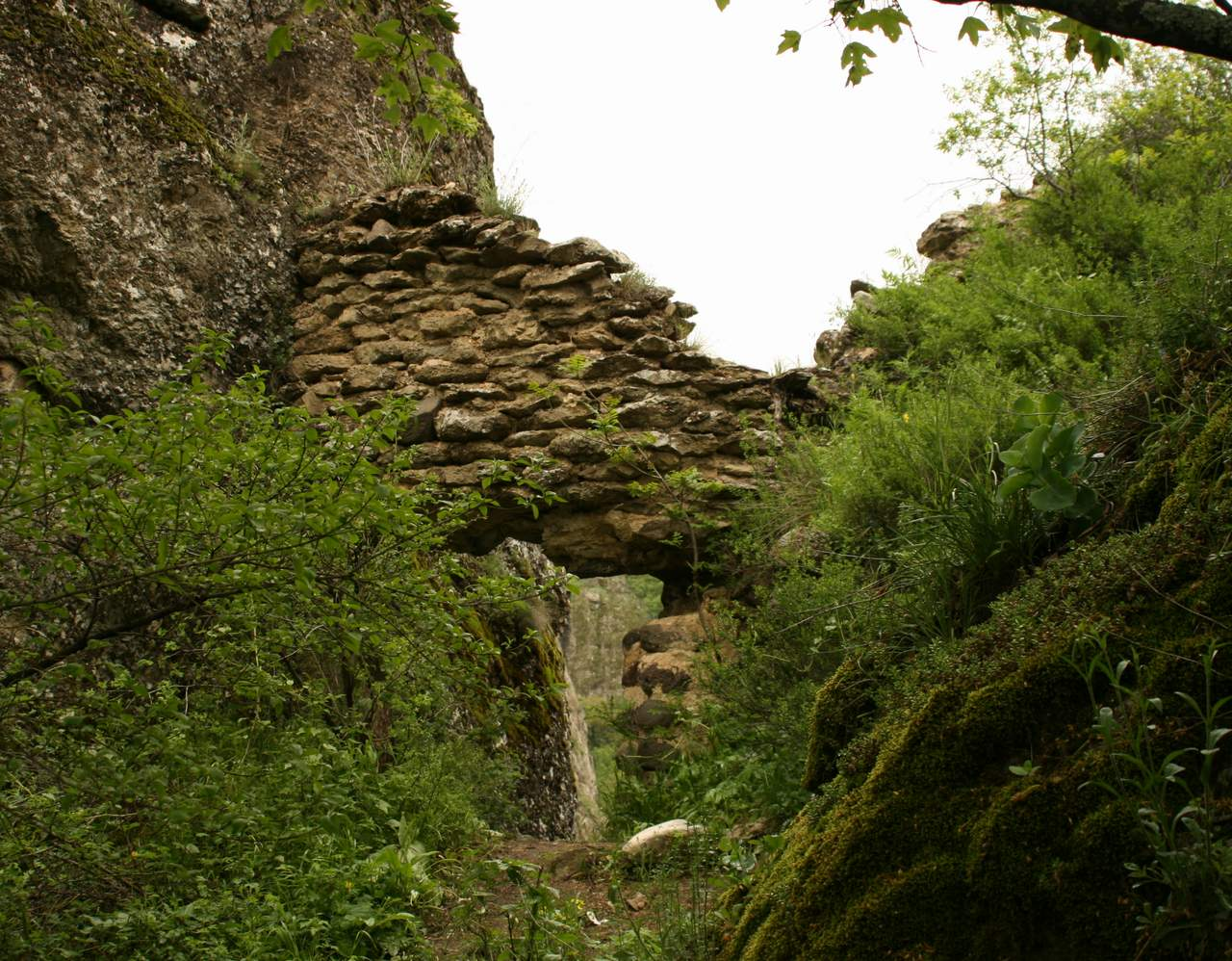